# Europarådet
 Ikke at forveksle med Rådet for Den Europæiske Union og Det Europæiske Råd.
Europarådet er en international organisation, der består af 47 europæiske lande. Den grundlæggende traktat for Europarådet blev underskrevet d. 5. maj 1949 i London.
Thorbjørn Jagland blev 29. september 2009 valgt til generalsekretær.
Europarådet står bl.a. bag Den Europæiske Menneskerettighedskonvention fra 1950, der er basis for Den Europæiske Menneskerettighedsdomstol.
Europarådets hjemsted er Strasbourg i Alsace, Frankrig.

## Medlemmer
- Belgien (stiftende medlem)
- Danmark (stiftende medlem)
- Frankrig (stiftende medlem)
- Irland (stiftende medlem)
- Italien (stiftende medlem)
- Luxembourg (stiftende medlem)
- Nederlandene (stiftende medlem)
- Norge (stiftende medlem)
- Sverige (stiftende medlem)
- Storbritannien (stiftende medlem)
- Grækenland (9. august 1949)
- Tyrkiet (9. august 1949)
- Island (9. marts 1950)
- Tyskland (1. juli 1950)
- Østrig (1. april 1956)
- Cypern (2. maj 1961)
- Schweiz (6. maj 1963)
- Malta (2. april 1965)
- Portugal (2. september 1976)
- Spanien (2. november 1977)
- Liechtenstein (2. november 1978)
- San Marino (1. november 1988)
- Finland (5. maj 1989)
- Ungarn (6. november 1990)
- Polen (2. november 1991)
- Bulgarien (7. maj 1992)
- Estland (1. maj 1993)
- Litauen (1. maj 1993)
- Slovenien (1. maj 1993)
- Tjekkiet (3. juni 1993)
- Slovakiet (3. juni 1993)
- Rumænien (7. oktober 1993)
- Andorra (1. oktober 1994)
- Letland (1. februar 1995)
- Albanien (1. juli 1995)
- Moldova (15. juli 1995)
- Nordmakedonien (9. november 1995)
- Ukraine (9. november 1995)
- Rusland (2. februar 1996)
- Kroatien (6. november 1996)
- Georgien (27. april 1999)
- Armenien (2. januar 2001)
- Aserbajdsjan (2. januar 2001)
- Bosnien-Hercegovina (2. april 2002)
- Serbien (3. april 2003)
- Monaco (5. oktober 2004)
- Montenegro (11. maj 2007)

Hviderusland havde speciel gæstestatus fra september 1992 til januar 1997, hvor denne status blev ophævet pga. den forfatningsstridige folkeafstemning.
Kasakhstan har søgt om observatørstatus, men dette er stillet i bero pga. den demokratiske situation i landet.
Vatikanstaten, Japan, USA, Israel, Canada og Mexico har alle forskellige former for observatørstatus.
I 2014–2019 var Rusland frataget sin ret til at stemme i rådet samt udelukket fra en række af rådets organer og fra at udsende valgobservatører, som følge af annekteringen af Krim. Og suspenderet i 2022 efter invasionen af Ukraine.